# فالفردون
فالفردون (بالإسبانية: Valverdón)‏ هي municipality of Spain تقع في إسبانيا في شلمنقة (مقاطعة).[بحاجة لمصدر]